# Dolina konsekwentna
Dolina konsekwentna – w klasyfikacji genetycznej cieków wodnych jest to dolina zajmowana przez rzekę, która płynie zgodnie z nachyleniem powierzchni pierwotnej (są to rzeki i doliny najstarsze). Przykładem doliny konsekwentnej jest dolina Dunajca w Pieninach.